# Pavelló Menorca
El Pavelló Menorca és un recinte poliesportiu situat a la zona de Bintalfa, a la ciutat de Maó. És el recinte esportiu on disputava els seus partits com a local l'equip Menorca Bàsquet.
Construït amb un temps rècord de tres mesos durant l'estiu de 2005 a causa de l'escens del Menorca Bàsquet a la Lliga ACB, el Pavelló Menorca té una capacitat per a 5.115 espectadors. Fou inaugurat el 2 d'octubre de 2005.
Durant les 4 temporades consecutives entre 2005 i 2009, en què el Menorca Bàsquet disputà la Lliga ACB el pavelló acollí els partits d'aquest a la màxima categoria del bàsquet estatal. El pavelló està actualment en ús per al Bàsquet Menorca, nou projecte perquè l'illa menorquina torni a jugar a la màxima categoria espanyola.